# Trypeticus bombacis
Trypeticus bombacis är en skalbaggsart som först beskrevs av Lewis 1885.  Trypeticus bombacis ingår i släktet Trypeticus och familjen stumpbaggar. Inga underarter finns listade i Catalogue of Life.